# Leggi del cricket
Le Leggi del cricket (Laws of cricket) è il testo ufficiale che disciplina il regolamento del gioco del cricket, stabilite dal Marylebone Cricket Club nel 1788 e successivamente adottate dall'International Cricket Council (ICC) come regolamento unico del gioco. 
Si preferisce usare la dizione "leggi" al posto del termine "regole" usato negli altri sport, perché questo insieme di norme disciplina non solo lo svolgimento della partita ma anche una serie di prescrizioni morali e di comportamento ritenute intrinseche del gioco stesso.

## Storia
Il cricket non ha un momento di origine chiara, poiché già nel corso dell'Europa rinascimentale venivano giocati diverse versioni di giochi in cui si doveva battere una palla con una mazza. In seguito lo sport andò definendosi sempre più e si diffuse, in molte varianti, specialmente presso l'aristocrazia. 
Nel Settecento il cricket era di gran lunga lo sport più diffuso tra le classi abbienti del Regno Unito, ma veniva praticato ancora per tradizione orale ed in assenza di un regolamento unico: pertanto, variava molto da zona a zona. 
Il primo tentativo di codificare un regolamento scritto si ha nel 1744 a Londra, ma la cosa non venne seguita praticamente da nessun club al di fuori della capitale e presto cadde in disuso.
Nel 1755 un gruppo di club produsse una serie di regole di carattere generale, non disciplinando quindi ogni aspetto del gioco, ma fornendo solo delle linee guida, seguite peraltro solo dal ristretto numero dei club firmatari. Questo codice venne integrato una prima volta nel 1774, l'anno successivo ne fu diffusa una versione stampata e nel 1786 venne nuovamente ampliato.
Il 30 maggio 1788 i membri del Marylebone Cricket Club scrissero un loro regolamento e lo proposero alle altre associazioni, a differenza del precedente questo testo disciplinava ogni aspetto del gioco, ottenendo subito successo e venendo adottato da un numero sempre crescente di club e di associazioni, non mancarono tuttavia casi di associazioni che inizialmente si rifiutarono di seguire questo testo. 
Nel corso degli anni il testo subì diversi ampliamenti, il maggiore dei quali nel 1809, introitando nuove norme come la dichiarazione, il follow on, le dimensioni degli attrezzi di gioco, ecc.
Nel 1947 il codice venne riorganizzato dal MCC e nel 1980 vennero aggiunte le conversioni delle varie dimensioni anche con il sistema metrico (precedentemente erano indicate solo con le unità di misura del sistema imperiale). Nel 1992 furono approvate altre piccole modifiche, mirate principalmente a fare chiarezza in determinate situazioni poco chiare. 
Nel 2000 l'intero testo fu riscritto in un inglese più moderno e più comprensibile, mantenendone però intatti i contenuti, fu aggiunto il preambolo con lo spirito del gioco e venne standardizzata la misura degli Over in sei lanci (cosa de facto già avvenuta vent'anni prima). Le ultime modifiche risalgono al 2010.

## Composizione
Il codice è organizzato in una prefazione, un preambolo, 42 articoli (chiamate appunto Leggi) e quattro appendici. 

### Leggi
- Legge 1: definisce il giocatore, ne stabilisce il numero per ogni squadra in undici
- Legge 2: ammette la possibilità dell'utilizzo di un sostituto, definendo modalità e possibilità di utilizzo
- Legge 3: definisce numero e competenze degli arbitri (umpire)
- Legge 4: definisce numero e competenze dei segnapunti
- Legge 5: fornisce le caratteristiche che la palla deve necessariamente rispettare per poter essere valida
- Legge 6: fornisce le caratteristiche che la mazza deve necessariamente rispettare per poter essere valida
- Legge 7: definisce il pitch
- Legge 8: definisce i wicket
- Legge 9: definisce le zone principali del campo da gioco, come la Bowling chase, la Popping crease e la Return crease
- Legge 10: disciplina la preparazione e la manutenzione del campo da gioco
- Legge 11: disciplina i casi in cui il pitch può e deve essere coperto
- Legge 12: definisce l'innings
- Legge 13: disciplina il follow on
- Legge 14: disciplina la dichiarazione
- Legge 15: disciplina il tempo di gioco e le pause
- Legge 16: ad integrazione della precedente legge, questa disciplina le modalità di sospensione e di ripresa del gioco
- Legge 17: disciplina le modalità con cui i giocatori possono eseguire riscaldamento e preparazione tecnica ed atletica sul pitch di gioco
- Legge 18: definisce una Run, ovvero una corsa che vale un punto
- Legge 19: definisce la corda di boundary e la quantità di runs assegnate nel caso del suo superamento
- Legge 20: disciplina il comportamento da tenere nel caso in cui la palla di gioco venga smarrita
- Legge 21: indica le condizioni di vittoria e descrive i possibili risultati di un incontro
- Legge 22: definisce l'over
- Legge 23: definisce e disciplina la dead ball
- Legge 24: definisce il no ball
- Legge 25: definisce il wide
- Legge 26: definisce il bye ed il leg bye
- Legge 27: disciplina le modalità di appello all'arbitro per richiedere una eliminazione, tramite la dicitura "How's That?"
- Legge 28: introduce e disciplina il concetto di eliminazione del battitore, ogni metodo di eliminazione è trattato in dettaglio nelle leggi dalla 30 alla 39
- Legge 29: definisce la posizione in cui si deve trovare il battitore
- Legge 30: definisce l'eliminazione Bowled, ovvero quando la palla lanciata da un lanciatore colpisce il wicket dietro il battitore
- Legge 31: definisce l'eliminazione Time out, ovvero quando il battitore non si presenta in tempo sulla linea di battuta
- Legge 32: definisce l'eliminazione Caught, ovvero quando la palla battuta dal battitore viene afferrata al volo da un avversario
- Legge 33: definisce l'eliminazione fallo di mano, ovvero quando il battitore respinge la palla con la mano
- Legge 34: definisce l'eliminazione per doppia battuta, ovvero quando il battitore colpisce due volte la palla con la mazza
- Legge 35: definisce i casi in cui un battitore viene eliminato per aver egli stesso inavvertitamente colpito il proprio wicket con la mazza o con il corpo
- Legge 36: definisce l'eliminazione Leg before wicket (LBW), ovvero i casi in cui un battitore respinge con le proprie gambe una palla che avrebbe altrimenti colpito il wicket
- Legge 37: definisce l'eliminazione obstructing the field, ovvero quando il battitore blocca una palla lanciata verso il wicket mentre si trova fuori dal crease
- Legge 38: definisce l'eliminazione Run out, ovvero quando un wicket viene abbattuto mentre il suo battitore è fuori dalla zona di popping crease
- Legge 39: definisce l'eliminazione Stumped, ovvero quando durante il lancio il battitore esce dalla sua linea di battuta mancando la palla e il wicket-keeper colpisce con quest'ultima il wicket
- Legge 40: definisce l'eliminazione Timed Out, ovvero quando il battitore non si presenta entro il tempo massimo sulla linea di battuta
- Legge 41: definisce il gioco antisportivo, elencando i comportamenti inaccettabili (distrarre il battitore, alterare la palla o il pitch, perdere tempo di proposito, ecc)
- Legge 42: disciplina la condotta dei giocatori e stabilisce le penalità e le sanzioni che gli arbitri possono irrogare.

### Appendici
- Appendice A: contiene schemi chiarificatrici delle dimensioni e della disposizione dei wicket
- Appendice B: contiene schemi chiarificatrici delle dimensioni e delle sezioni del pitch
- Appendice C: contiene schemi chiarificatrici delle dimensioni dei guanti da gioco
- Appendice D: glossario dei termini usati
- Appendice E: contiene schemi chiarificatrici delle dimensioni delle mazze da gioco